# 日本産業ストレス学会
日本産業ストレス学会（にほんさんぎょうストレスがっかい、The Japan Association of Job Stress Research）は、職場のストレスマネジメントについて、より現場に密着したきめ細かい対策、ノウハウの蓄積、研究と実践の間のギャップの解消、情報の発信と相互のネットワーク作りなどを目指し、実践的研究、情報公開、研究者や産業保健スタッフ間の交流の場として、1993年(平成5年)に設立された学術団体。略称は産スト。

## 組織
初代理事長は齋藤和雄。現理事長は大阪樟蔭女子大学の夏目誠。産業医、臨床医、研究者、保健師、看護師、心理士などの産業ストレスに関わる研究者や保健医療従事者ばかりでなく、行政担当者、産業界において活躍している企業の管理職、衛生管理者、心理相談に携わる者、ヘルスケアトレーナーなどが参加し、国内外における関係学術団体との連携を計りつつ、年次学会、産業ストレスに関する研究集会、啓発活動、調査研究、講習会などの開催、1997年から毎年4回刊行している機関誌「産業ストレス研究」や研究資料等の刊行などの事業活動を行っている（日本産業ストレス学会HP参照）。